# Anyphops braunsi
Anyphops braunsi là một loài nhện trong họ Selenopidae.
Loài này thuộc chi Anyphops. Anyphops braunsi được George Newbold Lawrence miêu tả năm 1940.